# Fly (Möbelmarke Frankreich)
Fly (ausführlich: Fly Meubles et décoration, deutsch: Fly Möbel und Dekoration) ist ein Möbelhauskette der Firma GIE - GROUPE RAPP (deutsch: Rapp-Gruppe) mit Sitz in Kingersheim, Frankreich. 
Die Anfänge der Marke Fly reichen zurück ins Jahr 1928, als Joseph Rapp in einem kleinen Dorf im Süden des Elsass eine Kunst-Tischlerei gründet. Paul und Pierre Rapp lancieren 1959 unter dem Namen RAPP - SUMATRA in Kingersheim (Elsass) das erste Möbelhaus. 10 Jahre später gründen sie die Unternehmensgruppe MOBILIER EUROPEEN SA. 
Mittlerweile gehören drei Unternehmen zur Gruppe, allesamt aus dem Bereich Möbel und Dekoration: Atlas, Crozatier und Fly. 1978 wurde Fly als neuer Teil der Rapp Gruppe Mobilier European SA in Kingersheim gegründet. Ein wesentlicher Teil des Unternehmenskonzepts ist die Selbstmontage der Möbel durch die Kunden.
Nach 10 Jahren gab es knapp 80 Fly-Filialen, bis 1995 wurden daraus 130. Die größten haben mittlerweile eine Fläche zwischen 4800 m² und 6000 m². Ende der 1990er Jahre expandierte Fly ins Ausland. In der Schweiz übernahm die Manor-Gruppe das Franchising. Seit 2012 gehören die Schweizer Fly-Filialen wieder zum französischen Mutterkonzern. Zusammen mit den zwei Filialen in Nordspanien hat Fly bis heute 137 Standorte in drei europäischen Märkten.
Die Fly (Schweiz) AG war eine Tochtergesellschaft des französischen Mutterkonzerns und hat ihren Sitz in Egerkingen. In der Schweiz betreibt das Unternehmen insgesamt 19 Filialen, die 2012 einen Umsatz von CHF 106,4 Millionen erwirtschafteten. Im Februar 2014 wurden diese Filialen an Conforama verkauft und sollen zum Teil auf andere Marken umgebaut werden.
Das Sortiment umfasst neben Möbeln für alle Wohnbereiche, inkl. Büro- und Gartenmöbel, auch Wohnaccessoires rund um die Themenbereiche Wohnen, Essen, Schlafen, Bad, Licht und Arbeiten.